# Юрівка (Полтава)
Юрово-Некрасівка або Юрівка — історична місцевість Полтави, знаходиться у Київському районі. Колишнє передмістя.  У 1926 році — 181 двір, 975 жителів. У 1929 році Юрівка включена до складу міста.  Забудова — переважно приватні одно-двоповерхові будинки.